# Mechanicville
Mechanicville est une ville du comté de Saratoga dans l'État de New York aux États-Unis. Il y a 5 163 personnes qui y habitent. Elle est la plus petite ville en superficie de l'État.

## Histoire
L'Officier de l'Union pendant la guerre civile américaine Elmer E. Ellsworth avait habité à Mechanicville. Il avait travaillé avec Abraham Lincoln en Illinois et était son ami. Il était un étudiant au bureau de Lincoln. Il fut le premier officier de l'Union à être tué pendant la guerre. Il a été abattu par James W. Jackson à la Marshall House de Alexandria, Virginia. Son visage est sur le drapeau de la ville.
Une tornade (F3 par l'Échelle de Fujita) a traversé la ville le 31 Mai 1998. Aucune personne n'a été tuée.
En 2020, la piste cyclable Zim Smith était prolongée à la ville.

## Géographie
Mechanicville est située à 42° 54′ 14″ Nord/73° 41′ 26″ Ouest. Elle se trouve sur la rive ouest du fleuve Hudson, à l'embouchure de l'Anthony Kill (crique Tenendahowa). Celle-ci possède un quai public situé derrière le poste de Police. La Canal Champlain est située au milieu du fleuve. Les écluse 3 et 4 sont presque de la ville.
Les routes US 4, NY 32, et NY 67 traversent vers la ville. De Mechanicville, il faut dix minutes en voiture jusqu'à I-87 (The Adirondack Northway).